# Stealth (gruppo musicale)
Gli Stealth sono una band metal italiana di Corridonia, Marche, Italia. Fondati nel 1997 hanno pubblicato diversi album ed EP e si sono esibiti in tutta Italia e in molti altri paesi europei.

## Storia

### Primi anni e pubblicazione del primo album

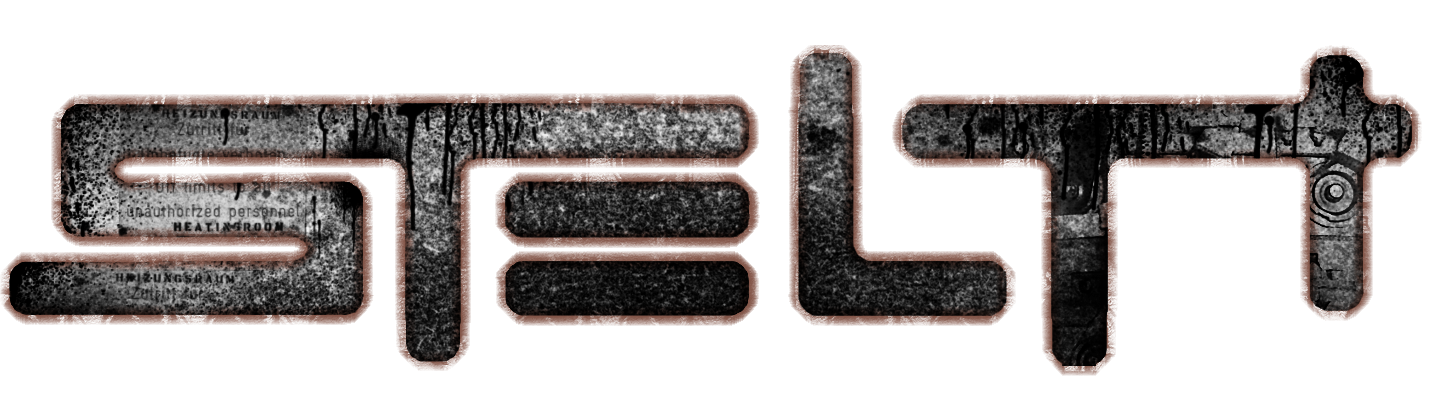
Stealth logo

La band è stata formata nel 1997 da Daniele Gorbini (basso) e Ivan Lattanzi (voce / chitarra ritmica) suonando alcune cover dei Metallica. Si sono esibiti con il loro primo concerto il 3 agosto 1997 sotto il nome di Metal Militia insieme ad altri 2 musicisti della zona. Dopo quel primo concerto Daniele e Ivan hanno scelto Lorenzo Pimpini (chitarra solista) e Roberto Rastelli (batteria) per completare la formazione della band. Nel dicembre 1998 i Metal Militia pubblicarono il loro primo EP autoprodotto "Mind Is Blind" con 6 canzoni originali e iniziarono anche a suonare fuori dalla loro regione e ottennero le loro prime apparizioni in radio locali e recensioni su riviste.
Nel marzo 2000 la band ha pubblicato il suo secondo EP autoprodotto "Existence" composto da 5 tracce originali. Allo stesso tempo la band ha cambiato il suo nome in Stealth. Alla fine dell'estate dello stesso anno, dopo vari concerti per pubblicizzare il nuovo EP, il batterista Roberto Rastelli decide di lasciare la band. A novembre Federico Governatori sostituisce Rastelli alla batteria. La band inizio' a scrivere nuovo materiale e nel febbraio 2001 è entrata nel 'Potemkin Studio' di Andrea Mei per registrare il suo album di debutto.
Il 14 marzo 2001 è stato pubblicato 'Stealth', un album autoprodotto di 11 canzoni originali e presentato al pubblico durante un concerto in un noto club rock / metal. Subito dopo la band ha iniziato un tour italiano di 30 concerti della durata di un anno e mezzo tra cui anche una data nell'allora noto Transilvania Horror Rock Kafè di Civitanova Marche.
Nell'agosto 2001 la canzone "Take the Message" è stata scelta per far parte di "Cosarock 2001", una compilation di band dell'underground locale pubblicata dopo la fine dell'omonimo festival, durante il quale hanno suonato anche gli Stealth.
Nel gennaio 2002, dopo un concerto al Mamamia di Senigallia per le selezioni regionali di Arezzo Wave, Pimpini lascia la band per concentrarsi su suoi progetti solisti. Nazario Campofiloni, musicista emergente della zona, diventa il primo chitarrista. In concomitanza con l’arrivo del nuovo membro, arriva la notizia della messa in onda del brano Venus su Rai Radio 1 durante la nota trasmissione Demo, l'Acchiappatalenti. Nell'estate 2002 viene pubblicata la compilation audio / video "Kosarock 2002" con 3 canzoni degli Stealth eseguite dal vivo e registrate durante la seconda edizione di quel festival.

### Check and cover this out!i primi concerti in Europa
La band ha ripreso ad esibirsi dal vivo dopo una pausa forzata dovuta al cambio di chitarrista e ha lavorato alle 9 canzoni che sarebbero poi state registrate dalla primavera del 2003 presso gli studi ZdB, etichetta indipendente di Latina. Al termine delle sessioni di registrazione della batteria, Federico Governatori ha deciso di lasciare la band e Mirko Antolini lo ha sostituito nel giugno dello stesso anno. Con Antolini alla batteria gli Stealth iniziarono a promuovere il nuovo album Check this out!, pubblicato in co-produzione con l'etichetta italiana Zdb il 17 dicembre 2004.
'Check this out!' è il secondo album degli Stealth, prodotto di un anno di lavoro alla ricerca di migliorie sia tecniche che artistiche. Il risultato è un album con un suono accattivante in cui la band si è spinta verso un ampio internazionalismo. I brani sono cantati in spagnolo, tedesco, inglese, esprimendo la necessità di una nuova comunicazione che mira a conquistare ascoltatori oltre i confini '(comunicato ZdB)'
L'album ha ricevuto buone recensioni nazionali ed internazionali e ha permesso alla band di partecipare al MusicaW Festival in apertura ai The Zen Circus nell'Agosto 2005 e di suonare il suo primo concerto all'estero, più precisamente a Dubrovnik, Croazia al Klub Orlando il 13 maggio 2006.
Subito dopo, Campofiloni ha comunicato alla band che il suo viaggio con gli Stealth era alla fine. Dopo alcune audizioni, Marco Scocco è diventato il nuovo chitarrista temporaneo permettendo al gruppo di terminare il 'Check This Tour' tra cui 2 concerti incredibili in Lettonia il 23 e 24 marzo 2007 al Fontaine Palace Club a Liepaja e al Klub Depo di Riga.
Sempre nel 2007 la canzone "Crack 'n Roll" dell'ultimo album è stata inclusa in una compilation italiana heavy metal chiamata "SG Revolution II" e pubblicata da SG Records. Il modo perfetto per celebrare il primo decennio di musica della band.
A luglio gli Stealth sono tornati negli studi ZdB di Latina per registrare "Cover This Out!", un progetto di cover che la band suonava durante i primi anni e alcuni remake degli anni '80 e '90. L'album è stato pubblicato il 18 luglio 2008 con un concerto di lancio in Italia. La canzone Freestyler (cover di Bomfunk MC's) è stata inclusa nella compilation "Cover For Madness" pubblicata lo stesso anno dalla SG Records.
Alcuni mesi dopo Marco Scocco ha lasciato la band e nei primi mesi del 2009 Stealth ha annunciato sul suo sito ufficiale la reunion con Lorenzo Pimpini. Dopo 7 anni Lorenzo ha deciso che era ora di tornare e gli altri membri lo hanno accolto a braccia aperte.

### Altri concerti in Europa - bootleg live e boiler
Dopo alcune settimane passate a provare una nuova scaletta, la band è tornata in tour suonando in Slovacchia, Svizzera, Belgio e Italia durante il "Cover This Tour!". Nel dicembre 2009, a causa di ricorrenti problemi al polso, il batterista Mirko Antolini ha lasciato la band. Il 21 marzo 2010 gli Stealth scelgono David Gasparetti come nuovo batterista. Dopo vari concerti in Italia durante la primavera e l'estate per finire il 'Cover This Tour!', Il 30 ottobre 2010 gli Stealth si esibiscono al 'Rout 66' a Kiev, Ucraina per uno spettacolo memorabile.
Il 30 dicembre 2010 la band ha pubblicato il bootleg live ufficiale 'Alive for the live' con 13 brani registrati dal vivo durante la performance a Kiev, in seguito mixati presso gli studi ZDB e distribuito da CPRS / Venus Dischi.
Due video ufficiali dal vivo sono stati pubblicati nel 2011 da quell'album: "Crack 'n Roll" e "Take The Message" .
Il 29 dicembre 2011 la band ha pubblicato il singolo 'Boiler', la prima canzone originale della band prodotta dai tempi di 'Check This Out!'. Nel giugno 2012 gli Stealth sono tornati in studio ma questa volta negli 'UNDAtheC studios' di Simone Cicconi a Macerata per iniziare a registrare un nuovo album. Alla fine di quell'anno la band pubblicò un "Medley '98 -'11" di tutte le canzoni registrate fino a quel periodo. Il medley è disponibile in download gratuito sia sul loro sito web ufficiale che su soundcloud.
La canzone 'Boiler' stato inclusa nella compilation 'All Metal 2013' pubblicata da Sonny Music il 21 maggio 2013. Nello stesso anno la band ha pubblicato un video in versione non ufficiale della canzone.

### Fight For Your Faith
Il 21 febbraio 2014 hanno pubblicato il loro terzo album Fight for Your Faith.
L'album è stato prodotto e registrato da Simone Cicconi presso i suoi UNDAtheC Studios di Macerata, Italia, masterizzato presso gli HMM Studios di Lilla Edet, Svezia e distribuito da Sliptrick Records.
Pochi mesi dopo l'uscita, la band ha iniziato il "Fight For Your Tour" esibendosi in molti paesi europei tra cui Regno Unito, Croazia, Ungheria, Slovenia e Italia. Durante il tour, dopo un concerto a Roma nel 2016, il batterista David Gasparetti ha deciso di lasciare la band. Dopo le audizioni la band ha accolto Michele Cipolletta come nuovo batterista alla fine del novembre 2016. Nel frattempo l'album ha ottenuto ottime recensioni nazionali e internazionali e centinaia di trasmissioni radiofoniche in tutto il mondo. La band ha pubblicato 3 video musicali ufficiali dall'album: 7 Hours Under Fire, Perpetual War e Inner Land.
Ci sono anche apparizioni in varie compilation internazionali come:the British TBFM breaking bands 2016 con le canzoni "7 Hours Under Fire" e "Perpetual War". Sui numeri 31 e 32 del DVD Rom della rivista spagnola 'Rock Estatal' usciti entrambi nel 2017 con la rivista, con le canzoni 'Lo Que No Sé', 'Risiko', 'Perpetual War', 'Radiophobia', 'Boiler' e il video di "Lo Que No Sé (Live in Kiev)". Sul numero 83 del CD di Fireworks Metal Rock Magazine con la canzone "Perpetual War".
In un'intervista su Metal Rulz il 3 febbraio 2017, Ivan ha annunciato che la band stava lavorando ad una versione remix dell'album 'Fight For Your Faith'.
Il 3 agosto 2017, per celebrare il 20 ° anniversario dalla nascita del gruppo, gli Stealth hanno pubblicato un DVD Rom con quasi 2 ore di video inediti e centinaia di immagini esclusive scattate durante più di 100 concerti in tutta Europa. Il 1 ° Luglio 2018 la band ha pubblicato l'album remix “Fight For Your Fate” con dj e artisti provenienti da molti paesi.
Fight For Your Fate è il remix del terzo album degli Stealth. È l'undicesima pubblicazione ufficiale della band metal italiana e ha coinvolto 10 remixer da tutto il mondo tra cui molti artisti techno / industrial-oriented della scena underground londinese come Machine Rox, Ays Kura (Die Kur), DJ Translight (Francesco Fonte Band), Jay (Maxdmyz), The Baron (Soon).
L'album è una miscela di generi e stili dall'industrial alla techno dance che riflette bene i background dei diversi artisti.
Il 20 ottobre 2018 gli Stealth pubblicano il video ufficiale di Radiophobia (Luciferro Remix)
Il 3 giugno 2020 la band ha pubblicato il video ufficiale live della canzone Risiko
Il 31 dicembre 2020 la band ha pubblicato l'album "Live For Your Faith", una versione live del terzo album degli Stealth. È la dodicesima uscita ufficiale della band metal italiana ed è stata registrata durante il "Fight For Your Tour" in Italia, Regno Unito e Slovenia tra il 2015 e il 2017.

### THE FAKE NEW (s) WORLD
Il 12 febbraio 2022 la band pubblica "THE FAKE NEW(s) WORLD". Si tratta di un singolo composto da un side A: "The fake new (s) World" e un side B: "Like father like son" caratterizzato da una nuova evoluzione stilistica, ma sempre con il graffiante sound che caratterizza la band. I testi si riferiscono al particolare momento storico della pandemia e dei deleteri effetti dei social media se mal gestiti.
Oltre alla possibilità di fruire dell'ascolto di queste due nuove canzoni vi è anche un video su YouTube con il testo di "The fake new(s) world". Il singolo è la tredicesima pubblicazione ufficiale del gruppo italiano e le due canzoni sono gli unici inediti pubblicati dai tempi dell'album "Fight For Your Faith".La canzone principale del singolo, 'The Fake New(s) World, è inoltre inclusa nella compilation "Metal is Forged Here" pubblicata da Metallurg Music, mentre il B-Side 'Like Father Like Son' è stata inclusa nella Compilation "A l'aube de la désolation" pubblicata da French Metal nel Luglio 2022.
In diverse interviste rilasciate nel 2022 la band parla di un imminente pubblicazione di una raccolta per il venticinquesimo anniversario del gruppo
Il 3 Agosto 2022 viene pubblicata la raccolta '25th Anniversary', con 12 canzoni ognuna delle quali presa dalle 12 release che il gruppo marchigiano ha pubblicato nei suoi venticinque anni di attività.
Dopo aver annunciato l'ingresso del nuovo chitarrista Marco Guadagnoli nella band e aver ricominciato l'attività live con la partecipazioni alle edizioni 2022 del Renaissance Alternative Music Festival e del Tour Music Fest, il gruppo rientra in studio per registrare nuovo materiale.

### Sleep Paralysis
Il 30 settembre 2023 la band pubblica Sleep Paralysis, un concept singolo sullo stato ipnagogico e i fenomeni ad esso correlati, che include tre nuove canzoni.

## Formazione

### Attuale
- Ivan Lattanzi - voce, chitarra ritmica, guitar synth, DJ (1997 - presente)
- Daniele Gorbini - basso, cori (1997 - presente)
- Michele Cipolletta - batteria (2016 - presente)
- Marco Guadagnoli - chitarre, cori (2022 - presente)

### Ex Componenti
- Roberto Rastelli - batteria (1998 - 2000)
- Federico Governatori - batteria (2000 - 2003)
- Nazario Campofiloni - chitarre (2002 - 2006)
- Marco Scocco - chitarre (2006 - 2008)
- Mirko Antolini - batteria (2003 - 2009)
- David Gasparetti - batteria (2010 - 2016)
- Lorenzo Pimpini - chitarre (1998 - 2002; 2009 - 2022)

## Discografia

### Album in studio
- 2001 - Stealth
- 2004 - Check This Out !
- 2014 - Fight For Your Faith

### Album tributo
- 2008 - Cover This Out !

### Album dal vivo
- 2010 - Alive For The Live
- 2020 - Live For Your Faith

### Album remix
- 2018 - Fight For Your Fate

### Singoli ed EP
- 1998 - Mind is Blind (Metal Militia)
- 2000 - Existence (Metal Militia)
- 2011 - Boiler
- 2022 - The Fake New(s) World
- 2023 - Sleep Paralysis

### Raccolte
- 2012 - Medley '98-'11
- 2022 - 25th Anniversary

### DVD
- 2017 - Since 1997